# 禍津日神

イザナギの禊ぎによって生まれた神々（『古事記』に基づく） [//upload.wikimedia.org/wikipedia/commons/d/d3/Creation_myths_of_Japan_5.svg SVGで表示（対応ブラウザのみ）

禍津日神（まがつひのかみ）は、日本神話に登場する神である。

## 概要
神名の「禍」（マガ）は「災厄」、「ツ」は上代語の格助詞「の」、「日」（ヒ）は「神霊」の意味で、「マガツヒ」の名義は「災厄の神霊」という意味になる。
神産みで、黄泉から帰った伊邪那岐命が禊を行って黄泉の穢れを祓った時に生まれた神で、『古事記』では八十禍津日神（やそまがつひのかみ）と大禍津日神（おほまがつひのかみ）の二柱、『日本書紀』第五段第六の一書では八十枉津日神（やそまがつひのかみ）と枉津日神（まがつひのかみ）としている。これらの神は黄泉の穢れから生まれた神で、災厄を司る神とされている。神話では、禍津日神が生まれた後、その禍を直すために直毘神（なおびのかみ、神直毘神、大直毘神）二柱と伊豆能売が生まれている。なお、『日本書紀』同段第十の一書ではイザナギが大綾津日神を吹き出したとしている。これが穢れから生まれたとの記述はないが、大綾は大禍と同じ意味であり、大禍津日神と同一神格と考えられている。

## 考証
伊邪那岐命と伊邪那美命の間の子に大屋毘古神（おおやびこのかみ）がいるが、これは「大綾」から「あ」が取れて「大屋」になったものとされ、大綾津日神（大禍津日神）と同一神格とされる。須佐之男命の子で、大国主の神話において大穴牟遅神（大国主）がその元に逃れてきた大屋毘古神とは別神格である。
また、本居宣長は、禍津日神を祓戸神の一柱である瀬織津比売神と同神としている。『中臣祓訓解』『倭姫命世記』『天照坐伊勢二所皇太神宮御鎮座次第記』『伊勢二所皇太神宮御鎮座伝記』は伊勢神宮内宮第一別宮の荒祭宮祭神の別名として瀬織津姫、八十禍津日神を記している。 　

## 信仰
後に、この神を祀ることで災厄から逃れられると考えられるようになり、厄除けの守護神として信仰されるようになった。この場合、直毘神が一緒に祀られていることが多い。

## 復古神道における神学的位置
本居宣長は、禍津日神を悪神だと考えた。宣長によると禍津日神は人生における不合理さをもたらす原因だという。この世の中において、人の禍福は必ずしも合理的に人々にもたらされず、誠実に生きている人間が必ずしも幸福を享受し得ないのは、禍津日神の仕業だとした。「禍津日神の御心のあらびはしも、せむすべなく、いとも悲しきわざにぞありける」（『直毘霊』）と述べている。
一方、平田篤胤は禍津日神を善神だとした。篤胤によると、禍津日神は須佐之男命の荒魂であるという。全ての人間は、その心に禍津日神の分霊と直毘神（篤胤は天照大神の和魂としている）の分霊を授かっているのだという。人間が悪やケガレに直面したとき、それらに対して怒り、憎しみ、荒々しく反応するのは、自らの心の中に禍津日神の分霊の働きによるものだとした。つまり、悪を悪だと判断する人の心の働きを司る神だというのである。またその怒りは直毘神の分霊の働きにより、やがて鎮められるとした。